# Alattyán (keresztnév)
Az Alattyán valószínűleg török eredetű magyar férfinév.
Összetett szó, jelentése: "hős-sólyom". Etimológiailag előtagja összefügg a magyar Alap és Alpár helynevekkel, utótagja pedig a turul köznévvel.

## További keresztnevek
- Magyar névnapok listája dátum szerint
- Magyar névnapok listája betűrendben